# 松代騒動
松代騒動（まつしろそうどう）は、明治3年（1870年）に信濃松代藩で小平甚右衛門が主導して発生した世直し一揆。一揆の原因となった手形には麒麟の絵があしらわれており、「午札」（うまさつ）と呼ばれていたことから、午札騒動（うまさつそうどう）の別名がある。

## 経緯
幕末の松代藩は年貢収入の頭打ちにより、発達しつつあった商品経済や流通に着目し、財政安定化を目的として産物会所を設立した。同藩は慶応4年/明治元年（1868年）からの戊辰戦争で活躍したが、戦費は膨大となり、財政赤字に拍車をかけた。明治2年（1869年）には産物会所を改めて松代商法社を設立し、御用商人であった更級郡羽尾村（現千曲市）の大黒屋大谷幸蔵を頭取とした。
折柄の贋二分金（チャラ金）の流通による経済の混乱に際して、藩はその回収を目的として済急手形を発行し、更に翌明治3年（1870年）には商法社が大量の手形を発行し、領内の生糸や蚕種等の諸産物を領内から独占的に買い占め、海外輸出を目論んだ。しかし、輸出相場の暴落により裏付けの準備金を欠損して破綻し、それに伴って商法社が発行した手形も暴落し、正貨である太政官札を大幅に下回る価格でしか流通しなくなった。そこで明治維新政府は同年末までに藩札を回収するよう厳命したが、既に38万両分の流通高があり、回収に苦しんだ藩は3年分の石代金を藩札で上納させることとし、11月24日（新暦1871年1月14日）には金10両に対して籾4俵半の相場と藩札の太政官札に対する2割5分引きを領内に告示した。その結果、藩札を引き受けた庶民の生活は困窮を極め、松代騒動の勃発に至った。
同年11月25日（新暦1月15日）、更級郡山田村（現・千曲市）の名主の弟であった小平甚右衛は、周辺の農民に対して松代城下（現・長野市）への強訴を呼びかけ、一揆勢は千曲川畔に集結し、羽尾村の大黒屋宅を焼き払った後、26日（新暦1月16日）朝には約3000人が城下に突入した。事態を重く見た知藩事の真田幸民は金10両に対して籾7俵として石代相場を相対的に引き下げることと、藩札の額面通用、太政官札との等価兌換を約束し、甚右衛らは一旦帰村したが、一揆は領内全域に波及し、酒屋、米穀商、質屋などが打ちこわしに遭った。26日夜には惣一揆となって再び城下に突入し、真田桜山大参事や高野広馬権大参事以下、藩の要人の邸宅がことごとく焼き討ちされ、隣接する善光寺領でも贋金を流通させた商人が打ちこわされた。27日（新暦1月17日）になって一揆は武装した藩兵の大挙出動により鎮圧され、28日（新暦1月18日）になると、藩は直ちに実務者を更迭し、新たに河原均大参事と山寺常山権大参事を中心に藩政を進めることとし、領内を廻村させ、知藩事の諭達を伝えるとともに、財政の逼迫を領民に説得し、併せて嘆願事項を書面で提出させるように指示した。
12月に入り、維新政府は弾正台や民部省の官吏を派遣し、一揆の参加者の探索を進め、事件の収束にあたらせた。翌明治4年（1871年）4月に真田桜山、高野広馬は閉門、真田幸民を謹慎とし、松代商法社は解散、5月には620名余りが検挙され、400名余が入牢し、甚右衛門らは斬罪に処されたほか、9名に徒刑10年、1名に徒刑5年、2人に徒刑3年などが下された。